# Armand de Caulaincourt
Armand Augustin Louis de Caulaincourt (Caulaincourt, 1773. december 9. – Párizs, 1827. február 19.) francia diplomata, tábornok, vicenzai herceg.

## Életrajza
Armand de Caulaincourt nemesi családban született a franciaországi Pikárdia tartományban. 15 éves korában belépett a hadseregbe. 1792-ben századossá és táborkari tisztté lépett elő, de mint gyanús nemest börtönbe zárták, feltehetően a demokratákkal szembeni ellenszenve miatt. Szabadulása után csak tüzérként szolgálhatott. Három év után Lazare Hoche tábornok parancsnoksága alatt újra kapitánnyá nevezték ki. Felvitte egészen az ezredesi rangig és karabélyos ezrede élén az 1800. évi hadjáratban kitűnt.
1801ben, I. Sándor cár trónra lépése után Talleyrand külügyminiszter Szentpétervárra küldte, hogy a barátságos viszonyt alakítson ki Oroszországgal. Visszatértekor Bonaparte első konzul kinevezte őt harmadik szárnysegédjévé, főlovászmesterévé, és dandárparancsnokká léptette elő. 1805-ben hadosztályparancsnok lett és a császártól hercegi rangot nyert.
1807-ben ismét Pétervárra ment követnek, de 1811-ben saját kérelmére visszahelyezték a hadsereghez. 1812-ben elkísérte Napóleont az oroszországi hadjáratra, a katasztrofális visszavonulás alatt is a császár hű kísérője maradt. 1814-ben mint külügyminiszter vett részt a châtilloni kongresszuson, ahol Napóleon érdekeit az utolsó pillanatig védelmezte, és legalább Elba szigetét biztosította számára.
A száznapos uralom alatt Caulaincourt rövid időre (1815 márciustól júliusig) külügyminiszter és Franciaország pair-je lett, de azért ő is részt vett a kamara ama határozatában, amely a császárt másodízben fosztotta meg trónjától. Ennek ellenére XVIII. Lajos a száműzendők lajstromába iktatta, innen csak Sándor cár személyes kívánságára törölték. A szélső királypártiak üldözései elől vidéki birtokára vonult vissza, ahol ezentúl családjának és a gazdaságnak élt. Emlékiratai 1837–40-ben Souvenirs du duc de Vicence cím alatt jelentek meg. Legidősebb fia a második császárság alatt szenátor volt.